# Sekidüzü
Sekidüzü – stacja kolejowa w Turcji na pobocznej linii kolejowej Şenyurt – Mardin. Jest jedyną stacją pośrednią na tej linii. Położona jest w sąsiedztwie miasta Gökçe.